# Cannes-Binda

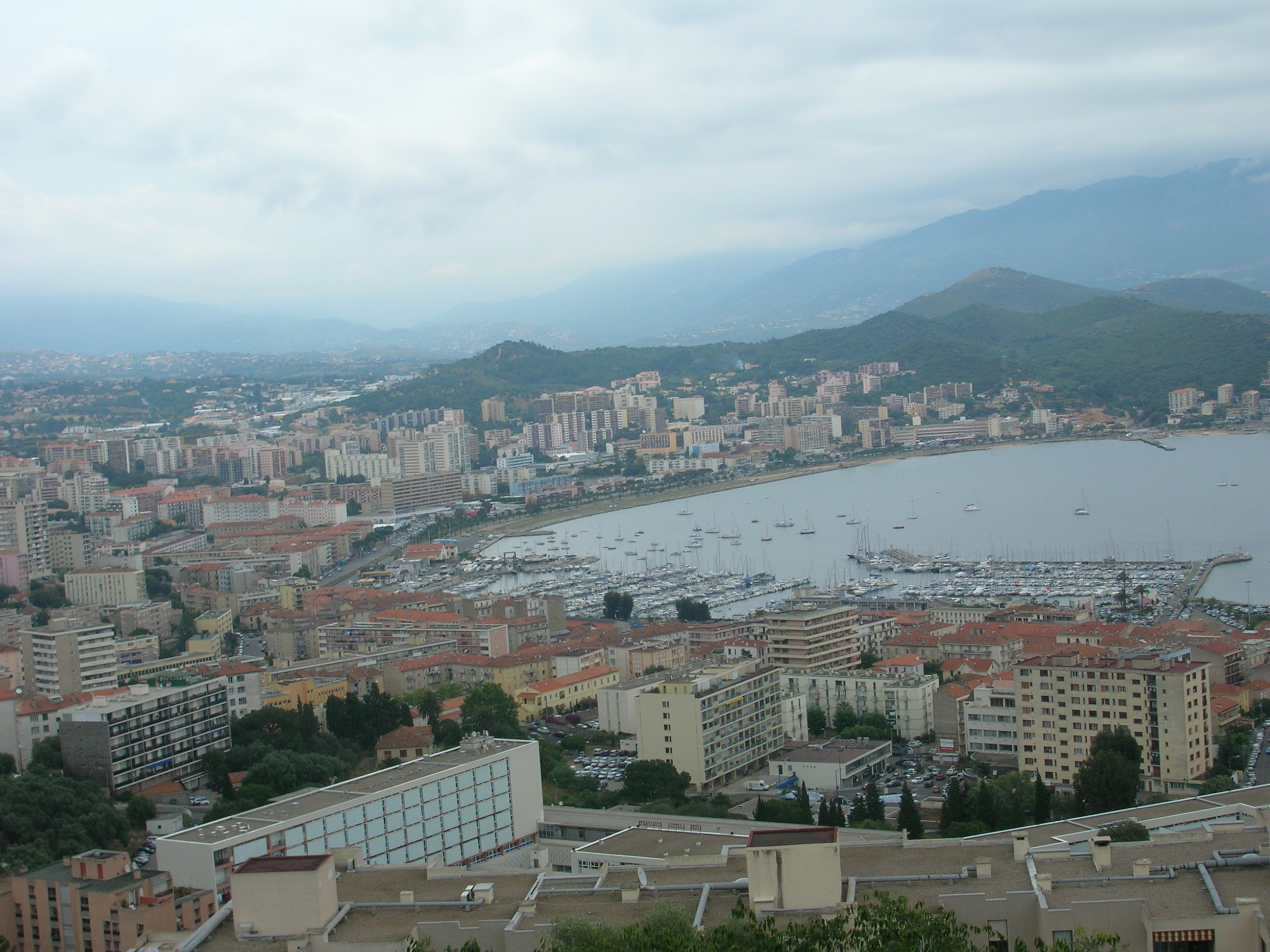
La cité des Cannes (au fond à gauche) et la cité des Salines (au fond à droite), vues des hauteurs d'Ajaccio

Quartier des Cannes ou Quartier prioritaire des Cannes depuis 2024 est un quartier situé au nord-est d'Ajaccio, composé de copropriétés et d'habitats sociaux OPH  
Le quartier a été classé  zone urbaine sensible sur une vaste etendue de 66 hectares jusqu'en 2014, comptant alors environ 8 000 habitants. Il est ensuite devenu un quartier prioritaire plus restreinte de 10 hectares, avec 2 000 habitants en 2018en étant rattaché au voisin des Salines classé également quartier prioritaire depuis 2014 https://sig.ville.gouv.fr/territoire/CVN060  suite aux inondations de 2008 un grand chantier de rénovation urbaine a été programmé   sous l'égide de L’ANRU avec la construction d’une maison de quartier la création de jardins familiaux et d’une Agora multi activités  constitué majoritairement de bâtiments des années 1960, il s'agit d'un des sites les plus anciens de peuplement du golfe d'Ajaccio, avant la création de la ville génoise au XVe siècle. Il a longtemps été occupé par une plaine marécageuse.
Le quartier accueille plusieurs associations de quartiers réunis au sein d’un collectif, une médiathèque ,deux clubs de football, la JS Ajaccio et l'ASC des Cannes ainsi qu’une ecole de pétanque dénommé Boule du Stade 